# Solln
Solln est un quartier dans le sud de Munich en Bavière. Il fait partie du secteur Thalkirchen-Obersendling-Forstenried-Fürstenried-Solln.

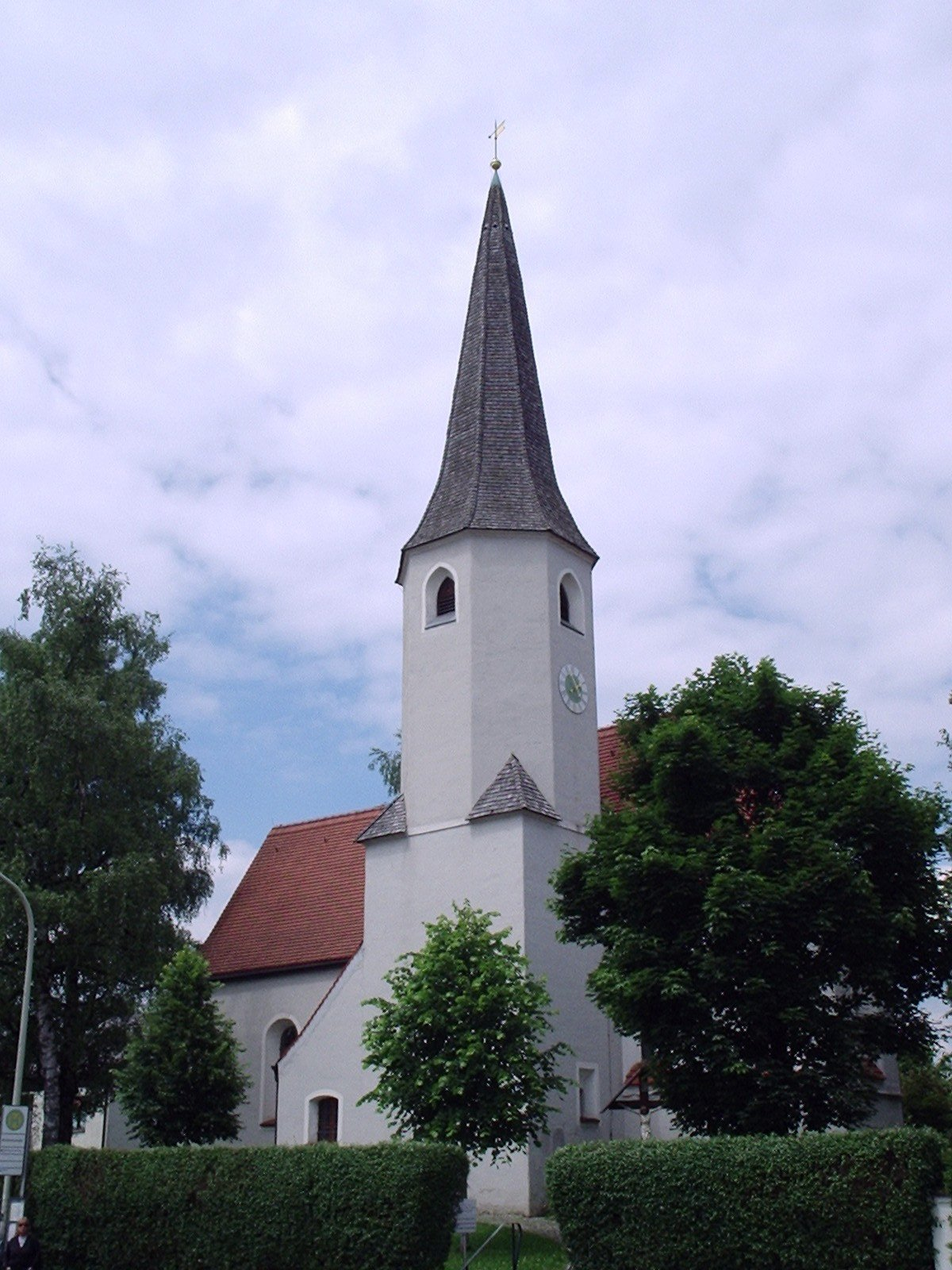
Église de Solln
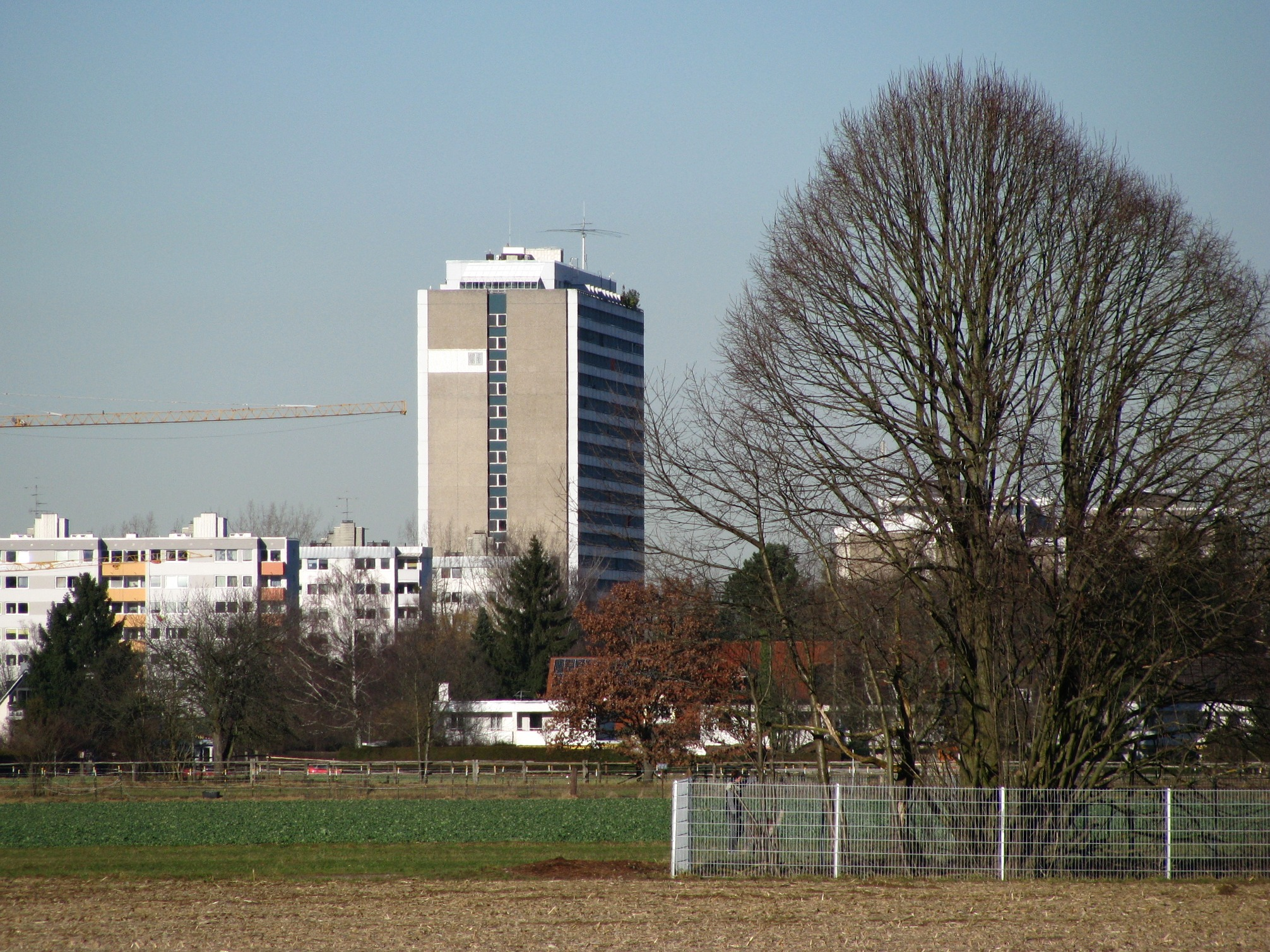
Parkstadt de Solln